# Kostel Všech svatých (Levínská Olešnice)
Kostel Všech svatých je římskokatolický, orientovaný, filiální, bývalý farní kostel v Levínské Olešnici. Je od 3. května 1958 chráněn jako kulturní památka České republiky.

## Historie
Původně gotický kostel ze 14. století s věží z roku 1821 byl přestavěn a rozšířen v roce 1833. Není známý jeho stavitel. Do třicetileté války byl kostelem farním a pak se stal filiálním kostelem spravovaným z Nové Paky. Lokálie byla zřízena v roce 1787, na farnost byla Levínská Olešnice povýšena 20. srpna 1857. Prvním farářem byl Jan Nešpor. Kamenná věž, která nahradila původní dřevěnou, je postavena v kostele, nikoliv mimo. Tím byl interiér kostela i kůr poškozen silnými sloupy. Exteriér kostela byl opravován v roce 1980. Při opravách v roce 1967 byl objeveno gotické okno.

## Interiér
Kříž na zdi kostela je ze zrušeného kartuziánského kláštera ve Valdicích. Křtitelnice je z roku 1821. Obraz Všech svatých v presbytáři je z druhé poloviny 19. století a je signován Anton Mühl.

## Okolí kostela
V prostoru hřbitova kolem kostela je dvanáct funerálních plastik, které kromě kříže z roku 1780 jsou z 19. století.

## Bohoslužby
Pravidelné bohoslužby se konají v neděli v 10.45 a ve středu v 16.00 (v době letního času v 17.00).

## Galerie

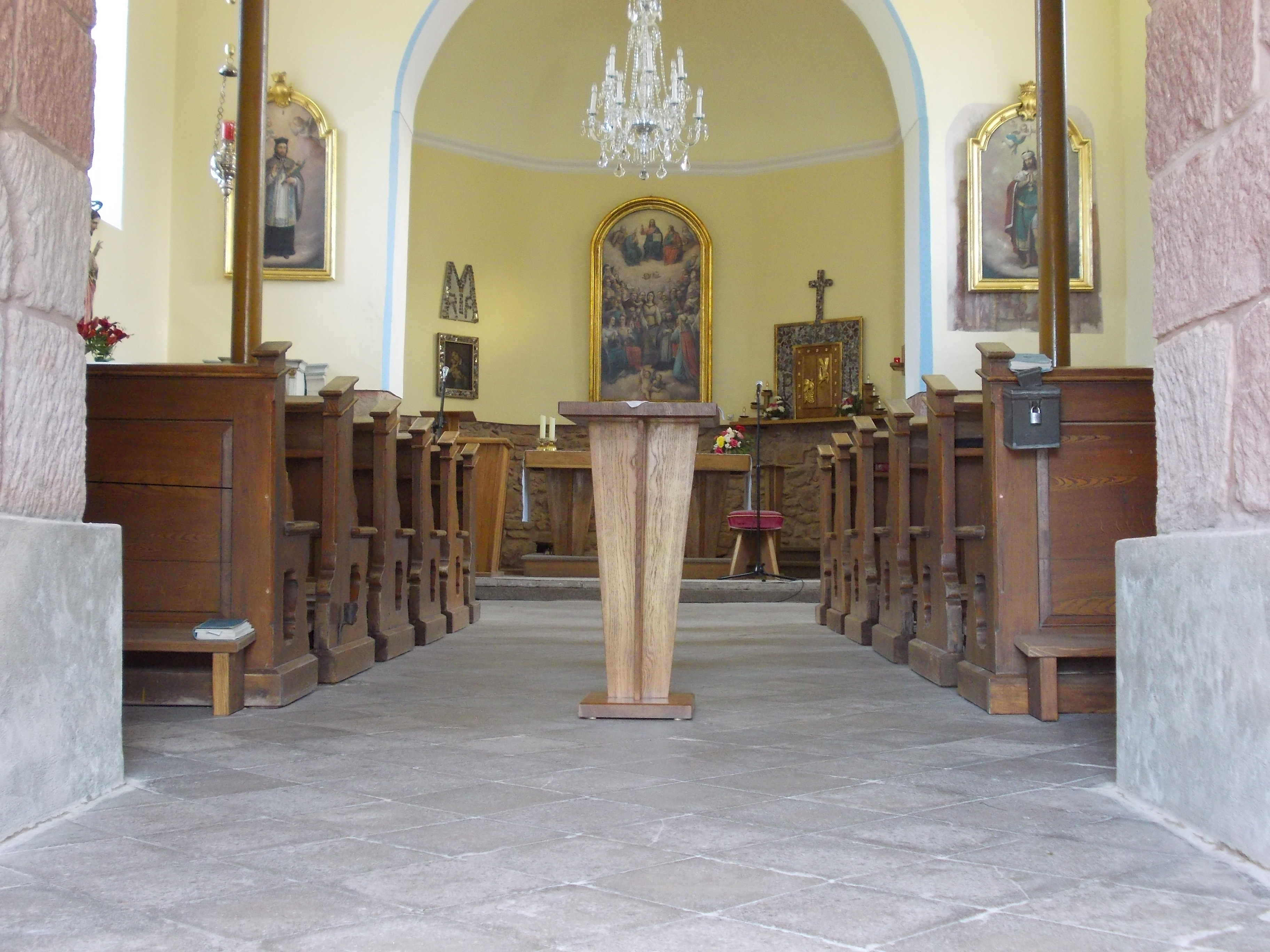
Interiér kostela
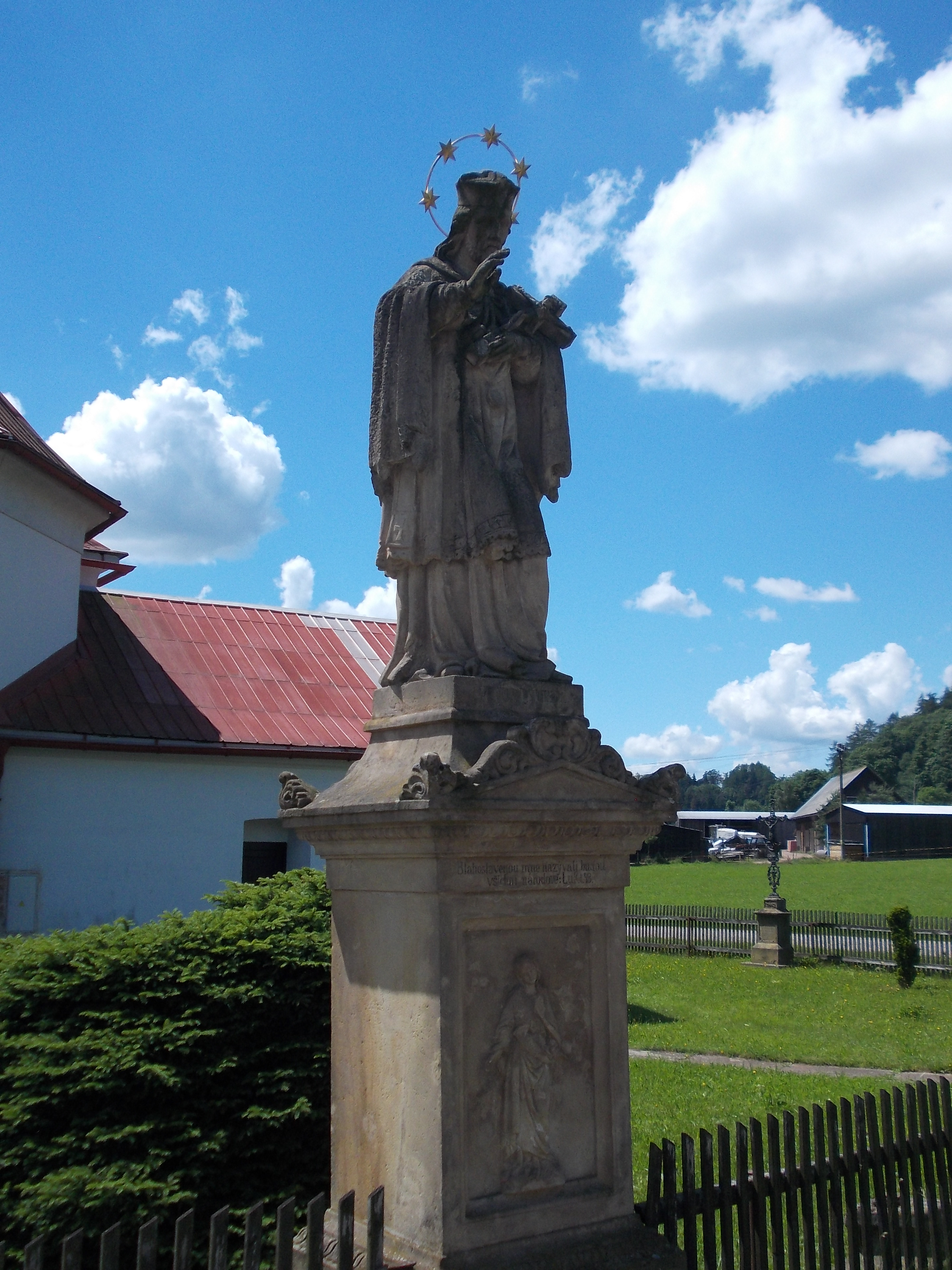
Socha sv. Jana Nepomuckého
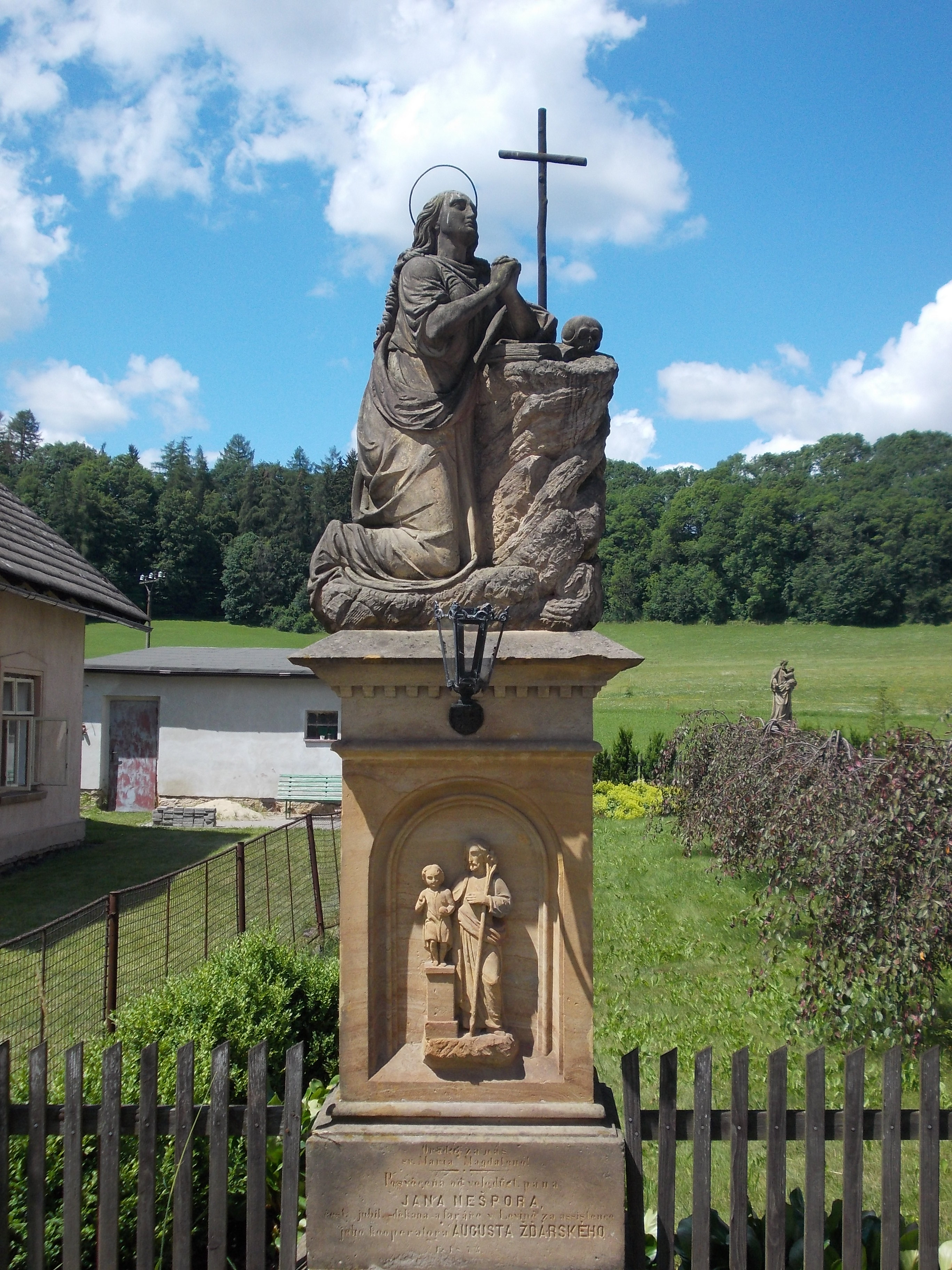
Socha sv. Máří Magdaleny
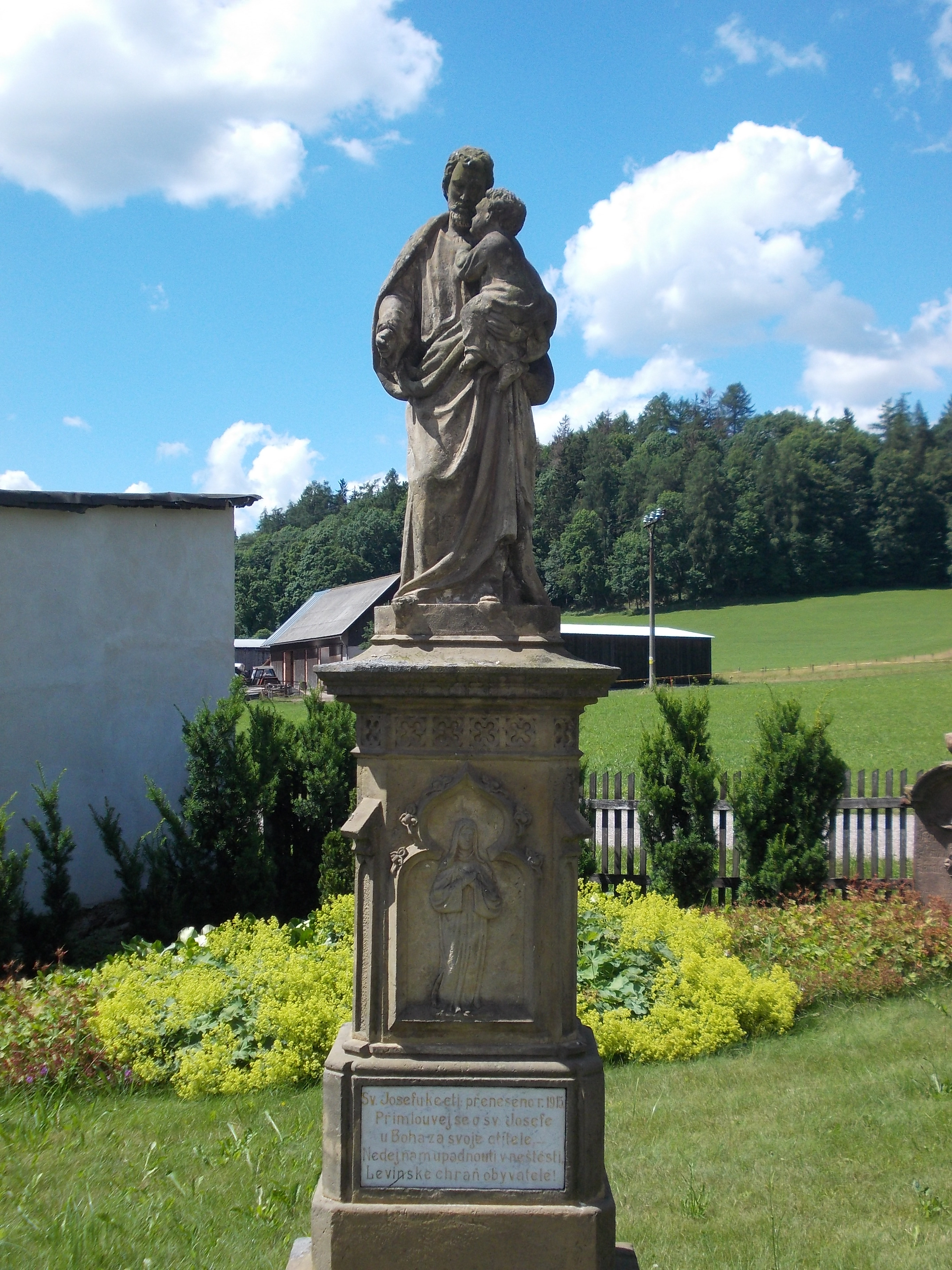
Socha sv. Josefa s Ježíškem
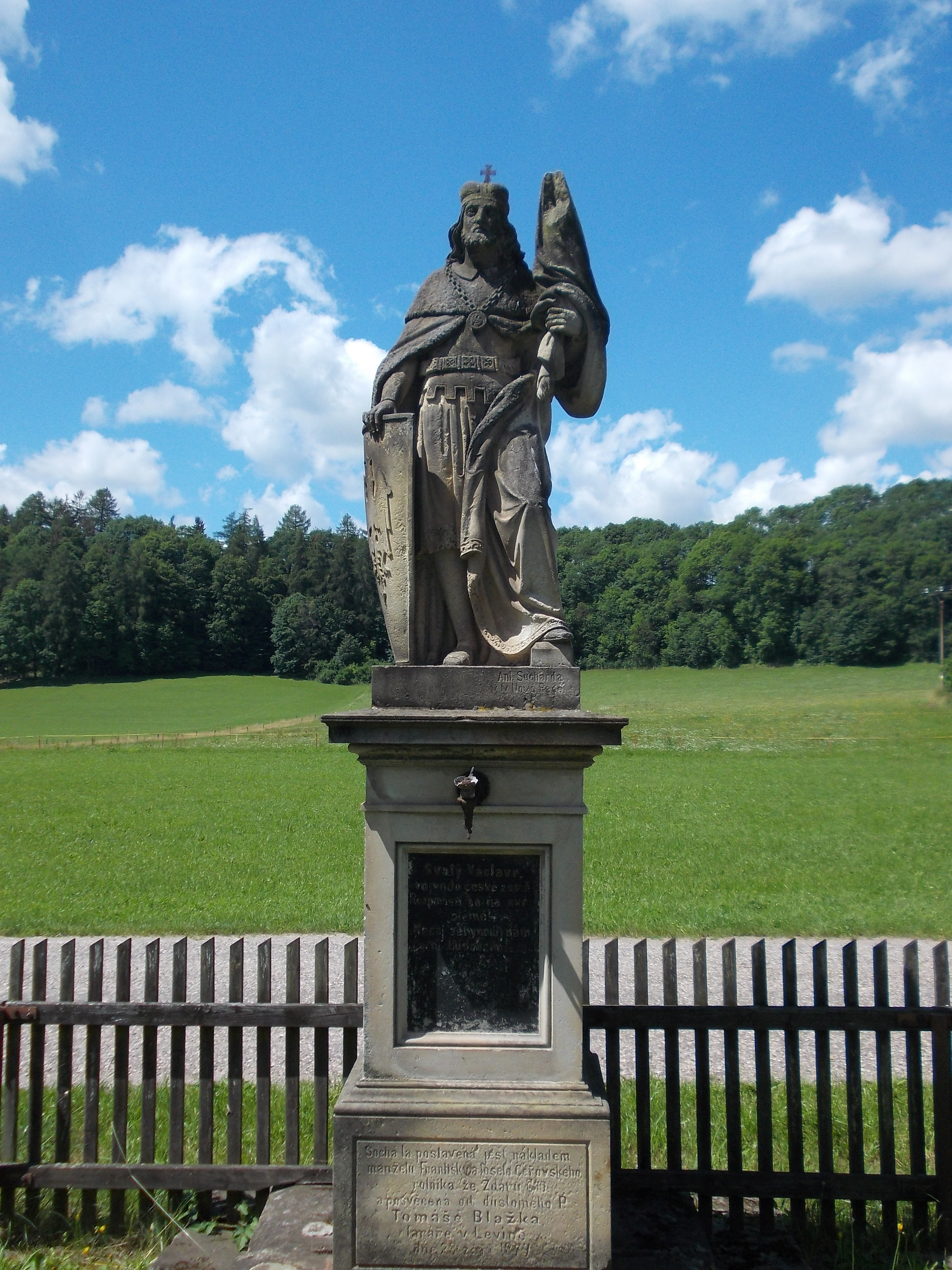
Socha sv. Václava
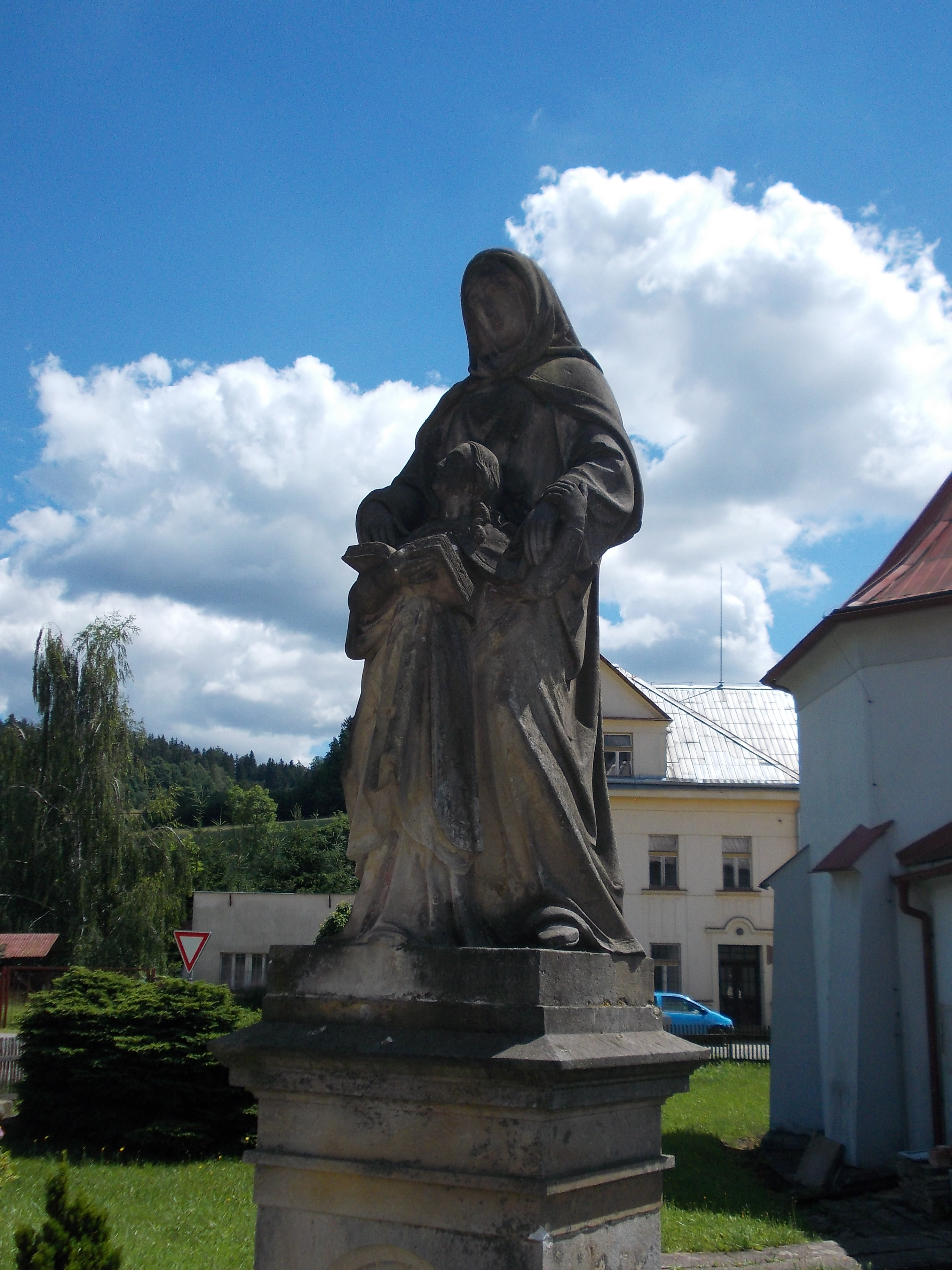
Socha sv. Anny
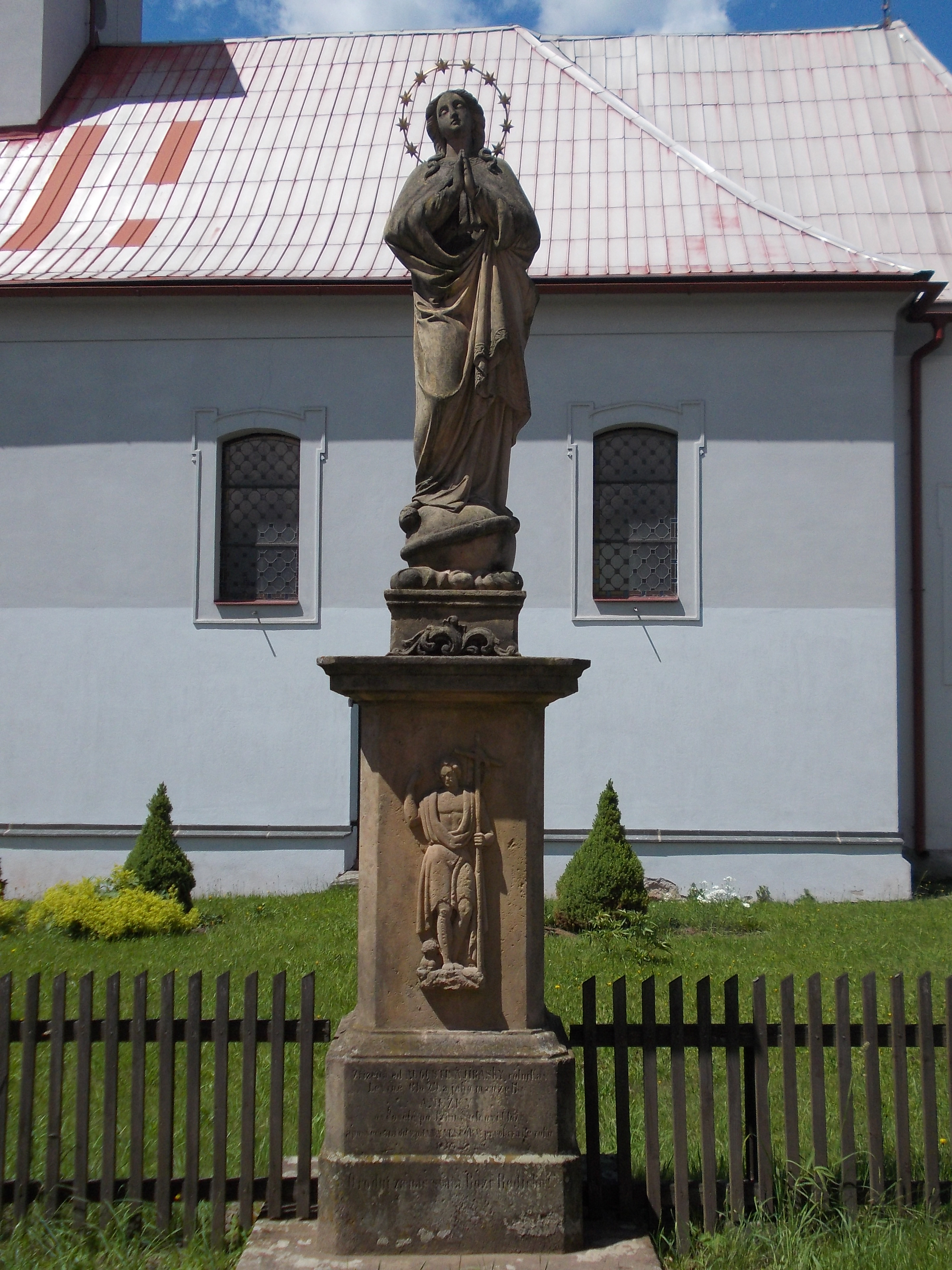
Socha Panny Marie Immaculaty
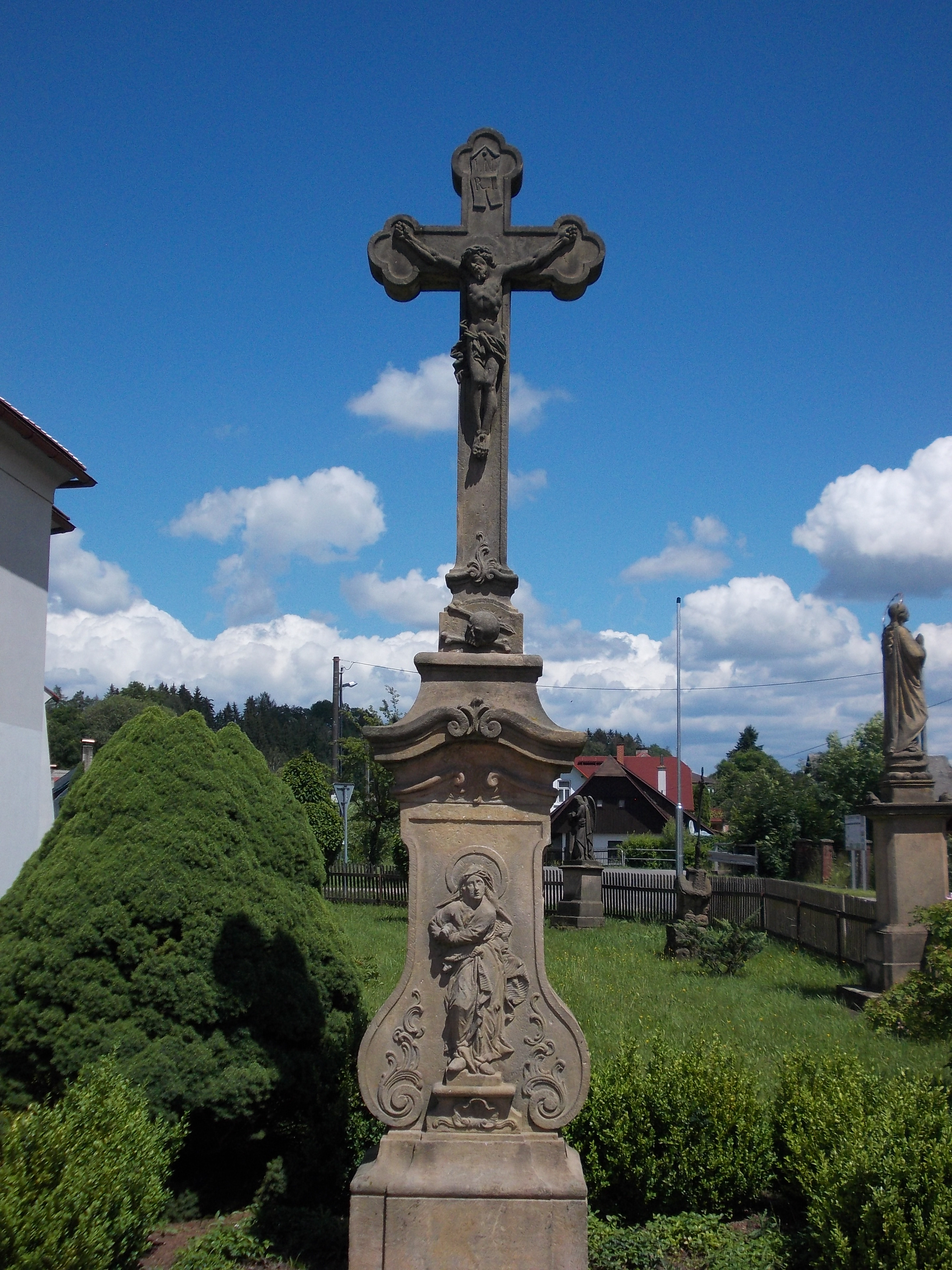
Kamenný krucifix